# أغنيس بلوك
أغنيس بلوك (بالهولندية: Agneta Block) (و. 1629 – 1704 م) هي بستانية، ورسامة نباتية، ورسامة، وعالمة نبات من هولندا، ولدت في إميريش آم راين، توفيت في أمستردام، عن عمر يناهز 75 عاماً.